# Ronde van Vlaanderen 2018
De wielerklassieker Ronde van Vlaanderen werd in 2018 gehouden op 1 april. De Nederlander Niki Terpstra won de wedstrijd bij de mannen, de Nederlandse Anna van der Breggen bij de vrouwen. De organisatie was in handen van Flanders Classics.

## Mannen

### Parcours
Het parcours is nagenoeg identiek aan het parcours van het jaar voordien. De ronde startte in Antwerpen en eindigde in Oudenaarde na een traject van 264,7 km.

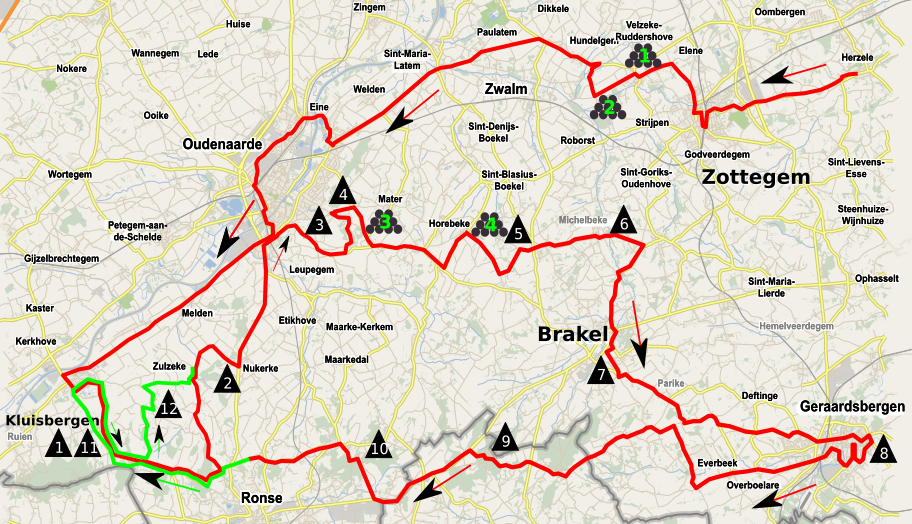
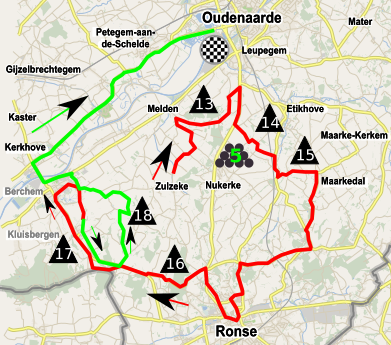

- Eerste ronde van het parcours Overgang naar het tweede deel van de ronde
- Tweede ronde van het parcours Finale

#### Kasseistroken
| Kasseistrook     | Naam             | Km    | Lengte (m) | Km van aankomst |
| ---------------- | ---------------- | ----- | ---------- | --------------- |
| 1                | Lippenhovestraat | 87,3  | 1 300      | 179,2           |
| 2                | Paddestraat      | 88,8  | 1 500      | 177,7           |
| 3                | Holleweg         | 142,2 | 1 500      | 124,3           |
| 4                | Haaghoek         | 148,0 | 2 000      | 118,5           |
| 5 (= 7 op kaart) | Mariaborrestraat | 224,9 | 2 000      | 41,6            |

### Deelnemende ploegen
| 18 UCI World Tour-ploegen | 18 UCI World Tour-ploegen | 18 UCI World Tour-ploegen | 7 wildcards                  |
| ------------------------- | ------------------------- | ------------------------- | ---------------------------- |
| AG2R La Mondiale          | EF Education First-Drapac | Mitchelton-Scott          | Cofidis                      |
| Astana                    | Groupama-FDJ              | Quick-Step Floors         | Roompot-Nederlandse Loterij  |
| Bahrein-Merida            | Team Katjoesja Alpecin    | Team Sky                  | Sport Vlaanderen-Baloise     |
| BMC Racing Team           | LottoNL-Jumbo             | Sunweb                    | Veranda's Willems-Crelan     |
| BORA-hansgrohe            | Lotto Soudal              | Trek-Segafredo            | Vital Concept                |
| Dimension Data            | Movistar                  | UAE Team Emirates         | Wanty-Groupe Gobert          |
|                           |                           |                           | WB-Aqua Protect-Veranclassic |
|                           |                           |                           |                              |

### Rituitslag

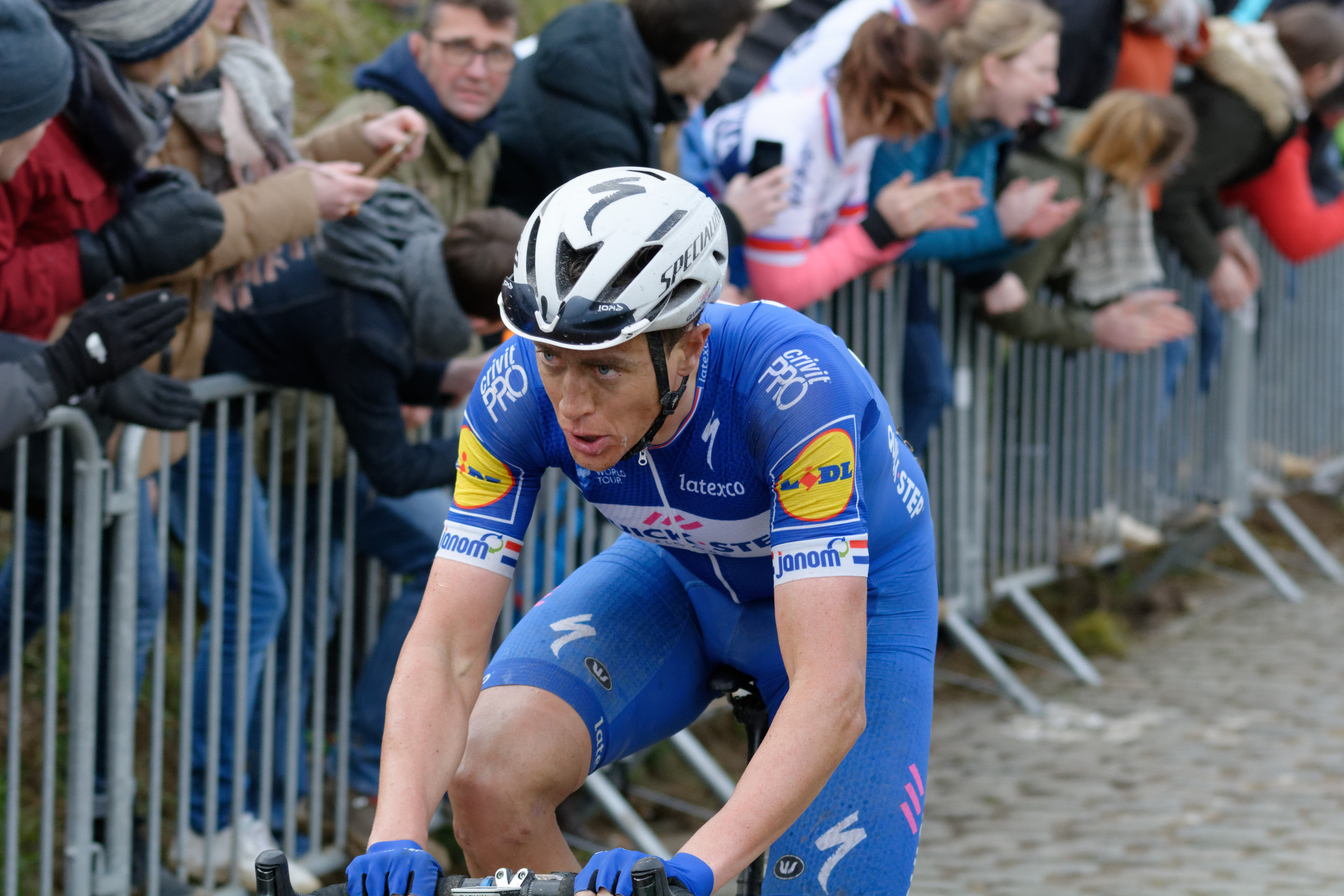
Winnaar Niki Terpstra op de Oude Kwaremont.

| Plaats  | Naam              | Ploeg                    | Tijd     |
| ------- | ----------------- | ------------------------ | -------- |
| Winnaar | Niki Terpstra     | Quick-Step Floors        | 6u21'25" |
| 2       | Mads Pedersen     | Trek-Segafredo           | +12"     |
| 3       | Philippe Gilbert  | Quick-Step Floors        | +17"     |
| 4       | Michael Valgren   | Astana Pro Team          | +20"     |
| 5       | Greg Van Avermaet | BMC Racing Team          | +25"     |
| 6       | Peter Sagan       | BORA-hansgrohe           | z.t.     |
| 7       | Jasper Stuyven    | Trek-Segafredo           | z.t.     |
| 8       | Tiesj Benoot      | Lotto Soudal             | z.t.     |
| 9       | Wout van Aert     | Veranda's Willems-Crelan | z.t.     |
| 10      | Zdeněk Štybar     | Quick-Step Floors        | z.t.     |

## Vrouwen

### Parcours
De ronde startte en eindigde in Oudenaarde na een traject van 150,9 km.

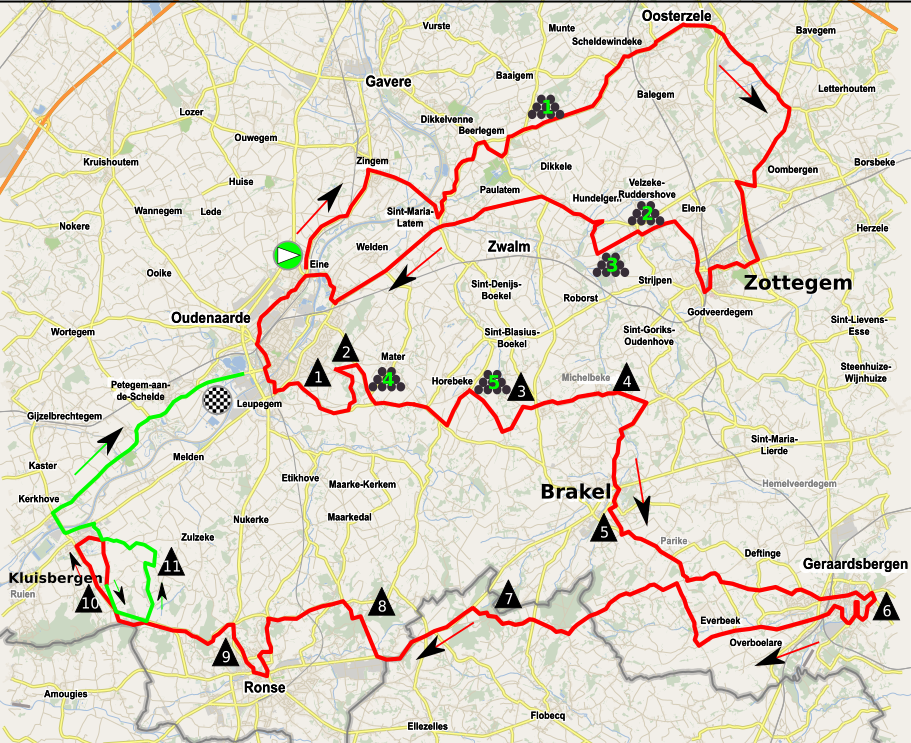

- parcours Finale

#### Hellingen

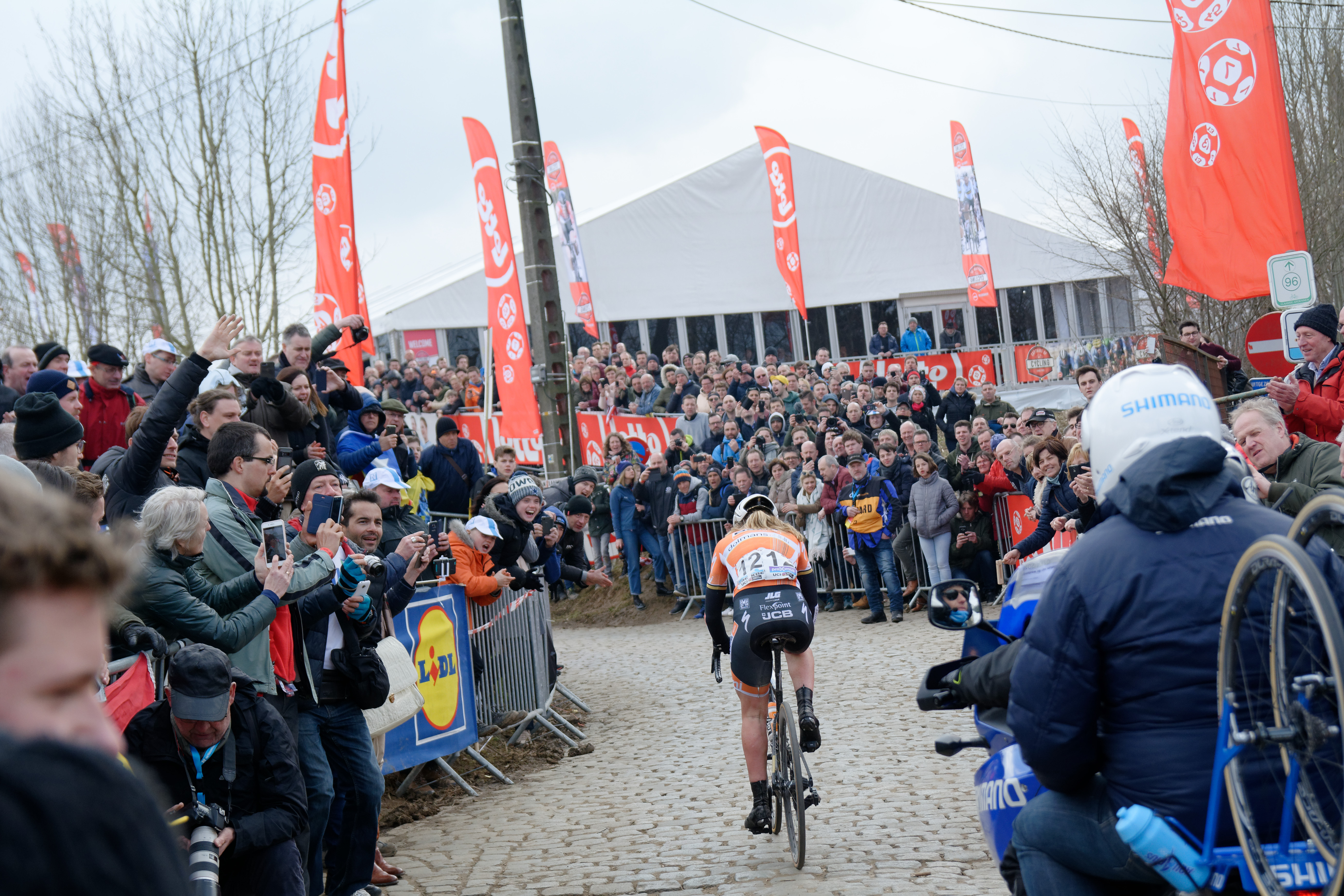
Anna van der Breggen op de Oude Kwaremont.

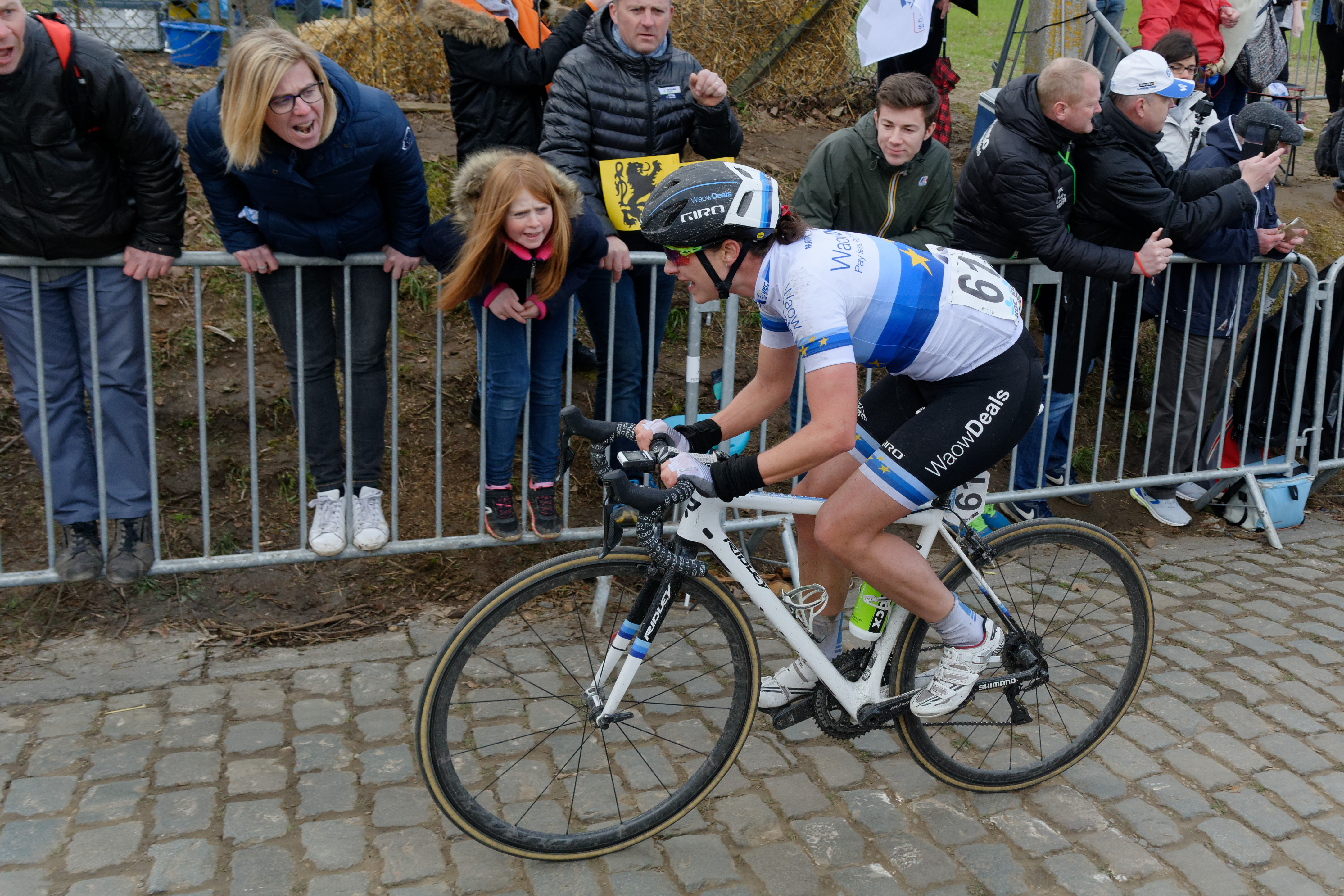
Europees kampioene Marianne Vos op de Oude Kwaremont.

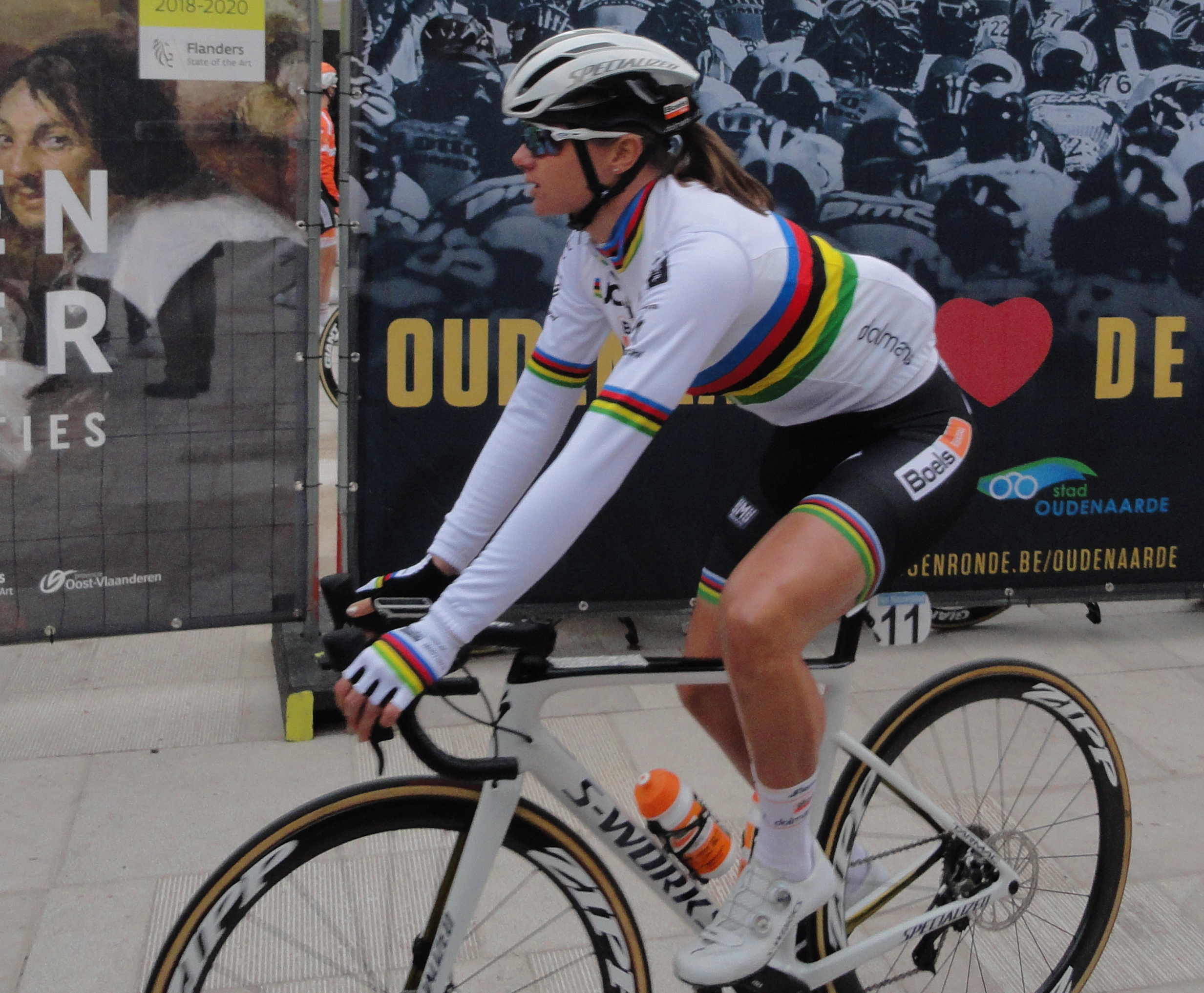
Wereldkampioene Chantal Blaak aan de start.

#### Kasseistroken
| Kasseistrook | Naam             | Km   | Lengte (m) | Km van aankomst |
| ------------ | ---------------- | ---- | ---------- | --------------- |
| 1            | Lange Munte      | 12,5 | 2470       | 139,4           |
| 2            | Lippenhovestraat | 36,3 | 1 300      | 115,6           |
| 3            | Paddestraat      | 37,8 | 1 500      | 114,1           |
| 4            | Holleweg         | 63,4 | 1 500      | 88,5            |
| 5            | Haaghoek         | 69,1 | 2 000      | 82,8            |

### Deelnemende ploegen
| UCI-teams           | UCI-teams                          | UCI-teams             |
| ------------------- | ---------------------------------- | --------------------- |
| Alé Cipollini       | Cylance Pro Cycling                | Parkhotel Valkenburg  |
| Aromitalia Vaiano   | Doltcini-Van Eyck Sport            | Team Sunweb           |
| Astana Women's Team | Experza-Footlogix                  | Team Tibco            |
| BePink              | FDJ Nouvelle-Aquitaine Futuroscope | Trek-Drops            |
| Boels Dolmans       | Hitec Products                     | Valcar PBM            |
| BTC City Ljubljana  | Lotto Soudal Ladies                | Team Virtu            |
| Canyon-SRAM         | Mitchelton-Scott                   | Waowdeals Pro Cycling |
| Cervélo-Bigla       | Movistar Team                      | Wiggle High5          |

### Rituitslag
| Plaats  | Naam                 | Ploeg                              | Tijd     |
| ------- | -------------------- | ---------------------------------- | -------- |
| Winnaar | Anna van der Breggen | Boels Dolmans                      | 4u08'46" |
| 2       | Amy Pieters          | Boels Dolmans                      | + 1'08"  |
| 3       | Annemiek van Vleuten | Mitchelton-Scott                   | z.t.     |
| 4       | Ashleigh Moolman     | Cervélo-Bigla                      | z.t.     |
| 5       | Chantal Blaak        | Boels Dolmans                      | z.t.     |
| 6       | Małgorzata Jasińska  | Movistar Team                      | z.t.     |
| 7       | Ellen van Dijk       | Team Sunweb                        | z.t.     |
| 8       | Lisa Brennauer       | Wiggle High5                       | z.t.     |
| 9       | Katarzyna Niewiadoma | Canyon-SRAM                        | z.t.     |
| 10      | Megan Guarnier       | Boels Dolmans                      | + 1'11"  |
| 11      | Kirsten Wild         | Wiggle High5                       | + 1'48"  |
| 12      | Jolien D'Hoore       | Mitchelton-Scott                   | z.t.     |
| 13      | Marta Bastianelli    | Alé Cipollini                      | z.t.     |
| 14      | Floortje Mackaij     | Team Sunweb                        | z.t.     |
| 15      | Susanne Andersen     | Hitec Products                     | z.t.     |
| 16      | Sofie De Vuyst       | Doltcini-Van Eyck Sport            | z.t.     |
| 17      | Rozanne Slik         | FDJ Nouvelle-Aquitaine Futuroscope | z.t.     |
| 18      | Amalie Dideriksen    | Boels Dolmans                      | z.t.     |
| 19      | Christina Siggaard   | Team Virtu                         | z.t.     |
| 20      | Annelies Dom         | Lotto Soudal Ladies                | z.t.     |

1913 · 
1914 · 
1915 · 
1916 · 
1917 · 
1918 · 
1919 · 
1920 · 
1921 · 
1922 · 
1923 · 
1924 · 
1925 · 
1926 · 
1927 · 
1928 · 
1929 · 
1930 · 
1931 · 
1932 · 
1933 · 
1934 · 
1935 · 
1936 · 
1937 · 
1938 · 
1939 · 
1940 · 
1941 · 
1942 · 
1943 · 
1944 · 
1945 · 
1946 · 
1947 · 
1948 · 
1949 · 
1950 · 
1951 · 
1952 · 
1953 · 
1954 · 
1955 · 
1956 · 
1957 · 
1958 · 
1959 · 
1960 · 
1961 · 
1962 · 
1963 · 
1964 · 
1965 · 
1966 · 
1967 · 
1968 · 
1969 · 
1970 · 
1971 · 
1972 · 
1973 · 
1974 · 
1975 · 
1976 · 
1977 · 
1978 · 
1979 · 
1980 · 
1981 · 
1982 · 
1983 · 
1984 · 
1985 · 
1986 · 
1987 · 
1988 · 
1989 · 
1990 · 
1991 · 
1992 · 
1993 · 
1994 · 
1995 · 
1996 · 
1997 · 
1998 · 
1999 · 
2000 · 
2001 · 
2002 · 
2003 · 
2004 · 
2005 · 
2006 · 
2007 · 
2008 · 
2009 · 
2010 · 
2011 · 
2012 · 
2013 · 
2014 · 
2015 · 
2016 · 
2017 · 
2018 · 
2019 · 
2020 · 
2021 · 
2022 · 
2023 · 
2024
Lijst van beklimmingen
 Tour Down Under ·
 Great Ocean Road Race ·
 Ronde van Abu Dhabi ·
 Omloop Het Nieuwsblad ·
 Strade Bianche ·
 Parijs-Nice · 
 Tirreno-Adriatico · 
 Milaan-San Remo ·
 Ronde van Catalonië ·
 Gent-Wevelgem ·
 Dwars door Vlaanderen ·
 E3 Harelbeke ·
 Ronde van Vlaanderen ·
 Ronde van het Baskenland ·
 Parijs-Roubaix ·
 Amstel Gold Race ·
 Waalse Pijl ·
 Luik-Bastenaken-Luik ·
 Ronde van Romandië ·
 Eschborn-Frankfurt ·
 Ronde van Italië ·
 Ronde van Californië ·
 Critérium du Dauphiné ·
 Ronde van Zwitserland ·
 Ronde van Frankrijk ·
 RideLondon Classic ·
 Clásica San Sebastián ·
 Ronde van Polen ·
  BinckBank Tour ·
 Ronde van Spanje ·
 EuroEyes Cyclassics ·
 Bretagne Classic ·
 GP van Quebec ·
 GP van Montreal ·
 Ronde van Lombardije ·
 Ronde van Turkije ·
 Ronde van Guangxi
 Strade Bianche ·
 Ronde van Drenthe ·
 Trofeo Alfredo Binda-Comune di Cittiglio ·
 Driedaagse van De Panne-Koksijde ·
 Gent-Wevelgem ·
 Ronde van Vlaanderen ·
 Amstel Gold Race ·
 Waalse Pijl ·
 Luik-Bastenaken-Luik ·
 Ronde van Chongming ·
 Ronde van Californië ·
 Emakumeen Bira ·
 The Women's Tour ·
 Ronde van Italië voor vrouwen ·
 La Course by Le Tour de France ·
 RideLondon Classic ·
 Open de Suède Vårgårda ·
 Ronde van Noorwegen ·
 Bretagne Classic ·
 Boels Rental Ladies Tour ·
 La Madrid Challenge by La Vuelta ·
 Ronde van Guangxi